# Purrkur Pillnikk
Purrkur Pillnikk est un groupe de rock islandais, originaire de Reykjavik. Le groupe, éphémère, dure 18 mois (mars 1981-septembre 1982), et était très actif, avec la publication de deux 33-tours, deux 45-tours et un album live. Les caractères distinctifs du groupe étaient les hurlements et le chant, en dehors de la tonalité générale, de Einar Örn, ainsi que les paroles qui décrivaient souvent des choses terre-à-terre de façon angoissante. Des membres du groupe se retrouvèrent plus tard dans le groupe Kukl, ou en 1986 dans The Sugarcubes.
Les membres étaient : Ásgeir Ragnar Bragason (percussions), Bragi Ólafsson (basse), Einar Örn Benediktsson (chant, trompette) et Friðrik Erlingsson (guitare). Ces trois derniers créèrent, avec des amis, la maison d'enregistrement Smekkleysa/Bad Taste à Reykjavik, et furent aussi membres de The Sugarcubes. L'ensemble de danse populaire islandais Gus Gus a publié une chanson intitulée If You don't Jump qui s'inspire de Augun úti, la chanson fétiche de Purrkur Pillnikk.

## Biographie

### Origines
« Un jeune de 16 ans pouvait publier un livre et s’attendre à ce qu’il fasse l’objet d’un compte-rendu littéraire scrupuleux. Si vous sortiez un disque, vous pouviez harceler une station radio jusqu’à ce qu’ils le programment et vous obteniez une petite interview dans les journaux. “Nous grandissions avec l’idée qu’il suffisait d’y aller et de s’y mettre. On s’attendait à être remarqué et nous l’étions”. » C’est ainsi que Sigurjón Birgir Sigurðsson, dit Sjón, poète, écrivain et occasionnellement parolier pour la chanteuse Björk, décrit en 2003 l’état d’esprit qui prévalait en ce début des années 1980, à Reykjavik. Peut-être plus qu’ailleurs, le mouvement punk, alors en pleine expansion en Islande, y générait un nombre impressionnant de formations musicales, parfois très éphémères, eu égard à la population relativement faible de la capitale islandaise. En témoigne le film documentaire sur le sujet, que tournera Friðrik Þór Friðriksson pendant l’hiver 1981-1982.
Dans le mensuel allemand de Hanovre Schädelspalter, on peut ainsi lire, en 1988, sous la plume du journaliste Lothar Gorris : « Il manquait certes à la version islandaise du punk, qui s’est développée un peu plus tard qu’en Europe, des composantes sociologiques nettes – c’est simplement débile lorsque chacun, s’il le veut, peut obtenir une place en apprentissage -, musicalement toutefois, l’Islande se révéla être un terrain hautement favorable, là même où, jusqu’au milieu des années 1970, la musique islandaise consistait essentiellement en des reprises de musique pop anglaise ou américaine avec des textes différents. C’était ennuyeux et entraina à la fin des années 1970, début des années 1980, la formation de 30 à 40 groupes. Björk explique : « avant qu’il y ait le punk j’allais à chaque concert qui se tenait à Reykjavík – il y en avait environ 2 ou 3 par an. Et tout d’un coup, en l’espace d’une année, il y a eu un concert chaque semaine, avec 2 ou 3 groupes. Et tous ceux que je connaissais à cette époque jouaient dans un groupe. Tous. »

### Formation
C’est dans ce contexte qu’en ce début du mois de mars 1981 trois amis d’Einar, Friðrik Erlingsson à la guitare, Bragi Ólafsson à la basse et Ásgeir Bragason à la batterie (il avait une formation de bassiste), se réunissent dans un local pour composer une dizaine de morceaux en utilisant le matériel du groupe Utangarðsmenn qu'Einar avait emprunté pour eux. Einar est présent. Les trois musiciens lui tendent alors un micro et lui demandent d’improviser sur leurs morceaux en s’exprimant comme il veut. Après une hésitation Einar s’exécute. Ce qui n’était alors que le fruit de la spontanéité du moment deviendra par la suite la caractéristique essentielle du groupe Purrkur Pillnikk, Einar délivrant généralement sur scène et en studio un numéro de chant où se mêleront cris, vociférations, gémissements et râles dans une débauche d’énergie, d’agitation et de mimiques parfois théâtrales ou teintées d'agressivité.
Leur premier concert a lieu dès le premier avril, après moins d’un mois de répétitions, selon le précepte punk qui consiste à dédaigner tout ce qui s’éloigne de l’immédiateté et la spontanéité. Trois mois après, le groupe entre en studio d’enregistrement afin de graver la dizaine de morceaux alors bien rodés qu’ils ont à leur actif. Là encore Einar se sert de sa position de manager du groupe Utangarðsmenn pour obtenir le prêt d’un studio par l’intermédiaire de Danny Pollock. Le premier EP de Purrkur Pillnikk, Tilf, enregistré en 9 heures et mixé dans la foulée, paraîtra à peine un mois après. Mais il manque encore pour cela au groupe un label susceptible de les accueillir. Einar se tourne alors vers son ami Ásmundur Jónsson.

### Période Gramm
Ásmundur Jónsson (dit Ási) a en effet déjà acquis chez Fálkinn une expérience de quelques années sur le fonctionnement d’un label quand Einar lui demande de s’occuper de la sortie de leur premier disque. Ási profite alors de l’occasion pour s’associer avec Dóra Einarsdóttir et Björn Valdimarsson avec qui il jette les bases d’une nouvelle société de management et de production qu’ils nomment fr=Gramm. Les trois associés demanderont plus tard à Einar de se joindre à eux. Si le label est fondé pour produire les disques de Purrkur Pillnikk, il diversifie rapidement à la fois son catalogue, en intégrant d’autres formations (dont Tappi Tíkarrass), et ses activités, en s’étendant à la distribution. Il est ainsi à l’origine du premier magasin de disques de Reykjavik où il est possible d’obtenir des imports en provenance de Grande-Bretagne.
Dans les quelque six ou sept années qui suivront, ils intègreront à leur catalogue des artistes, gros vendeurs de disques, comme Bubbi Morthens et Megas, écouleront de nombreux albums à l’étranger et importeront et distribueront d’autre types de musique comme la variété et surtout le classique. Ils deviendront ainsi le principal label islandais en termes d’importance du chiffre d’affaires. Une vingtaine d’années plus tard une compilation rassemblant de nombreux titres sera éditée par Smekkleysa.

### Séparation (1982)
En mai 1982, les Purrkur Pillnikk sont en concert à Londres. Ils y retrouvent John Loder qui gère le studio d’enregistrement Southern Studios de Londres où le groupe avait enregistré leur LP Ekki enn. John Loder est accompagné de Derek Birkett et Andy Palmer avec lesquels Einar Örn sympathise rapidement. Andy Palmer est un membre du groupe anarcho-punk britannique Crass, dénomination qui désigne également un collectif et un label, tous deux à forte connotation politique. Lorsqu'Einar s'occupera de l’organisation d’un festival qui se tiendra le 10 septembre 1983 dans la salle Laugardalshöll, à Reykjavik, sous le nom de Við krefjumst framtíðar (Nous réclamons un/l’avenir), il y invitera Andy Palmer et son groupe Crass. Cette rencontre aura une grande importance pour l’évolution du groupe Kukl, prochaine formation à laquelle appartiendra Einar.
Derek Birkett est le bassiste du groupe Flux of Pink Indians appartenant au collectif Crass. Il monte, en 1981, un label, appelé Spiderleg, à la suite de la sortie du premier EP de son groupe, Neu Smell. Les activités et les tendances du groupe et du label son également empreintes d’une forte connotation politique ainsi que des idées promouvant le végétarisme et le pacifisme. Derek propose à Einar de sortir les disques de Purrkur Pillnikk sous son label, en Grande-Bretagne, mais la formation vit alors ses dernières semaines, leur dernier concert se déroulant le 28 août 1982 à Melarokk. Einar retiendra cependant la proposition lors de la naissance du groupe The Sugarcubes.

## Discographie
Leurs disques sont : Tilf (1981), un 45-tours contenant dix chansons et durant au total environ 12 minutes ; Ehgji En (1981), un 33-tours de 17 chansons ; Googooplex (1982), un album de deux 45-tours comprenant 13 chansons ; No Time to Think (1982), un 45-tours de 4 chansons en anglais ; et le 33-tours posthume Maskínan (1982), enregistré 'live', avec 17 morceaux, nombre d'entre eux jamais enregistrés au préalable, et, particulièrement, une suite de 5 chansons, intitulée Orð fyrir dauða (Mots avant la mort), spécialement écrite pour leur concert d'adieu au festival Melarokk en août 1982. Tous ces enregistrements ont été édités par la maison islandaise Gramm.